# Campionato montenegrino di pallavolo maschile
Il campionato montenegrino di pallavolo maschile è un insieme di tornei pallavolistici per squadre di club montenegrine, istituiti dalla Federazione pallavolistica del Montenegro.

## Struttura
- Campionati nazionali professionistici:

Superliga: a girone unico, partecipano sette squadre.